# 물라주

물라주의 위치

물라주(튀르키예어: Muğla ili)는 튀르키예 남서부에 위치한 주로, 에게해 지역에 속한다. 주도는 물라(튀르키예 본토에서 20km 정도 떨어진 지점에 위치함)이며 면적은 13,338km2, 인구는 715,328명(2006년 기준), 자동차 번호는 48번, 시외전화 지역번호는 0252번이다. 에게해와 접하며 튀르키예에서 규모가 가장 큰 관광지가 밀집해 있다. 12개 군을 관할한다.

## 역사
고대 아나톨리아에서 멘데레스강과 달라만강 사이의 지역은 카리아라고 불렸다. 호메로스는 일리아드에서 카리아인은 트로이인과 협력하여 고대 그리스의 침략을 막아낸 것으로 묘사하고 있다.
카리아의 주요 도시였던 물라에는 이집트, 아시리아, 스키타이 등의 영토였다. 이후 고대 그리스의 영토였고  나이도스, 보드룸, 페티예, 텔메소스, 크산토스, 파타라, 틀로스 등의 도시를 건설했다.

## 행정구역
물라주는 12개의 구역으로 나뉜다.
- 보드룸
- 달라만
- 닷차
- 페티예
- 카바클르데레
- 쾨이제이즈
- 마르마리스
- 밀라스
- 물라
- 오르타자
- 울라
- 야탸안